# Portraits (So Long Ago, So Clear)
 Portraits (So Long Ago, So Clear) é uma coletânea musical do músico grego Vangelis, lançada em 1996. O álbum traz algumas das mais famosas composições de Vangelis bem como canções de Jon & Vangelis - sua colaboração com o vocalista do Yes, Jon Anderson.

## Faixas
1. "To the Unknown Man" – 6:33
2. "Italian Song" (Vangelis, Jon Anderson) – 2:49
3. "Pulstar" – 5:37
4. "La Petite Fille de la Mer" – 5:48
5. "Alpha" – 5:32
6. "I Hear You Now" (Vangelis, Anderson) – 5:05
7. "I'll Find My Way Home" – 4:26
8. "State of Independence" (Vangelis, Anderson) – 6:07
9. "Himalaya"" – 6:50
10. "Conquest of Paradise" – 5:30
11. "Hymn" – 5:05
12. "Antarctica" – 3:43
13. "Sauvage et Beau" – 3:17
14. "Chariots of Fire" – 3:22
15. "So Long Ago, So Clear" (Vangelis, Anderson) – 4:56